# Strangerland
Pour plus de détails, voir Fiche technique et Distribution.
Strangerland est un film australo-irlandais réalisé par Kim Farrant, sorti en 2015.

## Synopsis
Dans une petite ville de l'Outback australien, la famille Parker tente de démarrer une nouvelle vie. Mais personne n'est vraiment satisfait de ce déménagement. Tandis que Matthew passe la plupart de son temps au travail, Catherine doit gérer seule leurs deux adolescents rebelles, Lily et Tom. Lors d'une tempête de sable, un soir, les deux enfants disparaissent sans laisser de traces. La vie de famille s'en voit chamboulée. Les parents reçoivent l'aide du policier David et de quelques habitants du voisinage. Mais leurs tentatives de recherche sous un soleil de plomb transforment l'atmosphère. Bientôt, des rumeurs circulent au sujet de la famille Parker. Et l'espoir de retrouver les deux enfants en vie diminue de jour en jour.

## Fiche technique
- Titre original : Strangerland
- Titre français :
- Titre québécois :
- Réalisation : Kim Farrant
- Scénario : Michael Kinirons et Fiona Seres
- Costumes :
- Photographie : P.J. Dillon
- Montage : Veronika Jenet
- Musique : Keefus Ciancia
- Sociétés de production : Gran Via Productions et IM Global
- Sociétés de distribution : Worldview Entertainment, Dragonfly Pictures et Fastnet Films
- Budget :
- Pays d’origine :  Australie,  Irlande
- Langue : Anglais
- Format :
- Genre : Drame
- Durée :
- Dates de sortie : 
  -  États-Unis : 23 janvier 2015 (Festival du film de Sundance 2015)
  -  États-Unis : 10 juillet 2015

## Distribution
- Nicole Kidman : Catherine Parker
- Joseph Fiennes : Matthew Parker
- Hugo Weaving : David Rae
- Maddison Brown : Lily
- Lisa Flanagan : Coreen
- Meyne Wyatt : Burtie
- Nicholas Hamilton (VF : Julien Bouanich) : Tommy
- Martin Dingle Wall : Neil McPherson